# Petra Němcová
Petra Němcová (ur. 24 czerwca 1979 w Karwinie) – czeska modelka, prezenterka telewizyjna i filantropka.
Była twarzą kampanii reklamowych, m.in. firm Max Factor i La Perla. W 2003 znalazła się na okładce „Sports Illustrated Swimsuit”.

## Życie prywatne
Była narzeczoną brytyjskiego piosenkarza Jamesa Blunta. Przeżyła tsunami w Azji Południowo-Wschodniej w grudniu 2004 roku, w którym zginął jej ówczesny chłopak, fotograf Simon Atlee.
Jest poliglotką, komunikuje się w językach: czeskim, słowackim, angielskim, francuskim i włoskim.
W 2007 przeszła na weganizm, zwracając uwagę na ratowanie życia w oceanach.